# Jemini
Jemini war ein britisches Gesangsduo aus Liverpool, bestehend aus Chris Cromby und Gemma Abbey.

## Werdegang
Die beiden Sänger lernten sich an der Liverpool Starlight Stage School kennen. Sie gründeten das Projekt Jemini („Gem-and-I“) und tourten durch Clubs und Pubs in England und spielten Coversongs und auch eigene Kompositionen. Mit ihrem Song Cry Baby nahmen sie an der Fernsehsendung A Song for Europe, der britischen Vorentscheidung für den Eurovision Song Contest, teil. Das Publikum wählte sie zum Gewinner des Abends und in den UK-Charts erreichte die Single Platz 15.
Beim Eurovision Song Contest 2003 allerdings wurden sie mit null Punkten letzte und lieferten somit das größte Fiasko des ansonsten recht erfolgreichen Teilnehmerlandes, denn zuvor war noch kein britischer Künstler auf dem letzten Platz gelandet. Das Duo löste sich kurz darauf auf und ein geplantes Album wurde nicht mehr veröffentlicht.